# Lembach, Bas-Rhin
Lembach là một xã trong tỉnh Bas-Rhin, thuộc vùng Grand Est của nước Pháp, có dân số là 1.689 người (thời điểm 1999).

## Thông tin nhân khẩu
| 1962  | 1968  | 1975  | 1982  | 1990  | 1999  |
| ----- | ----- | ----- | ----- | ----- | ----- |
| 1.742 | 1.799 | 1.782 | 1.681 | 1.710 | 1.689 |

Lembach
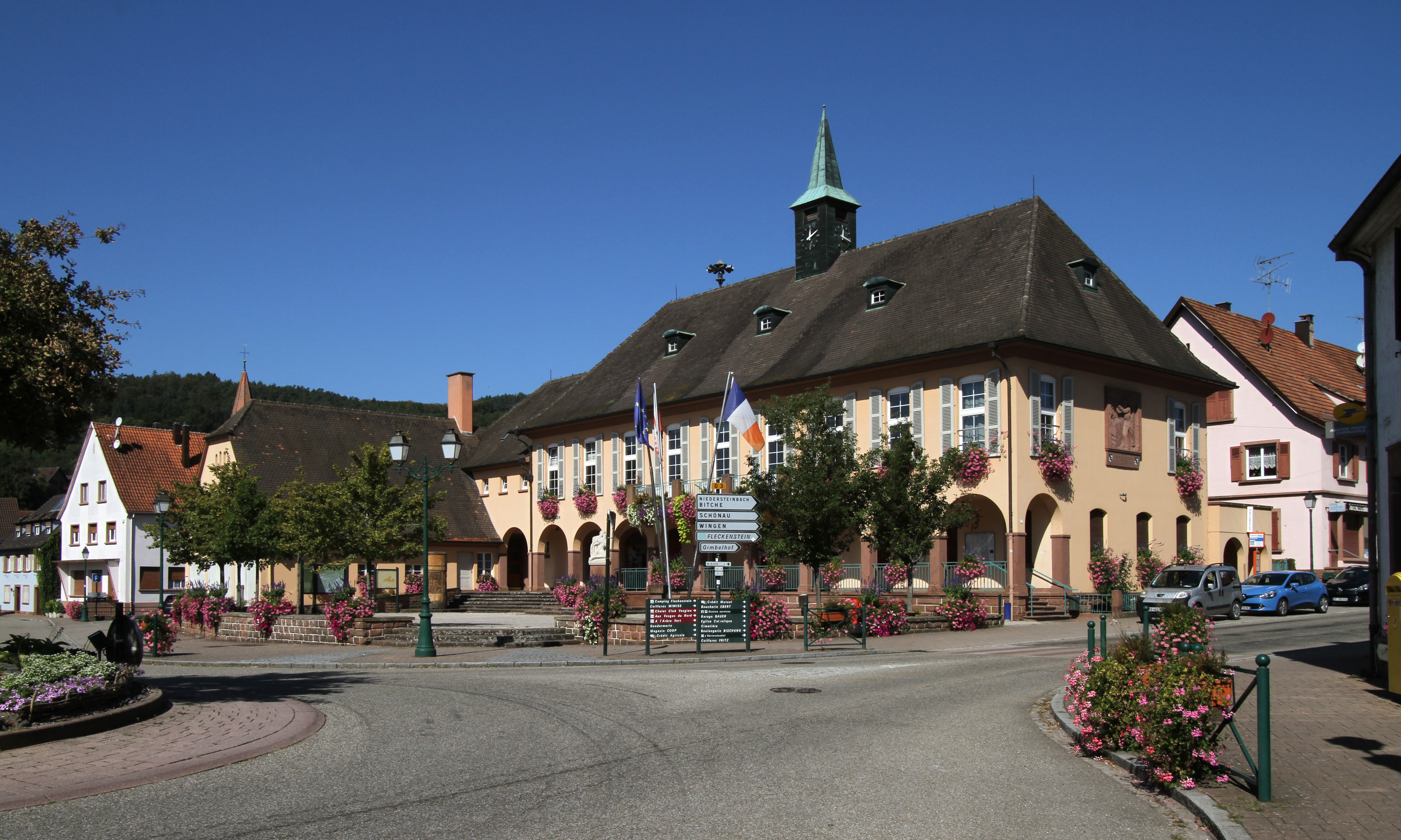
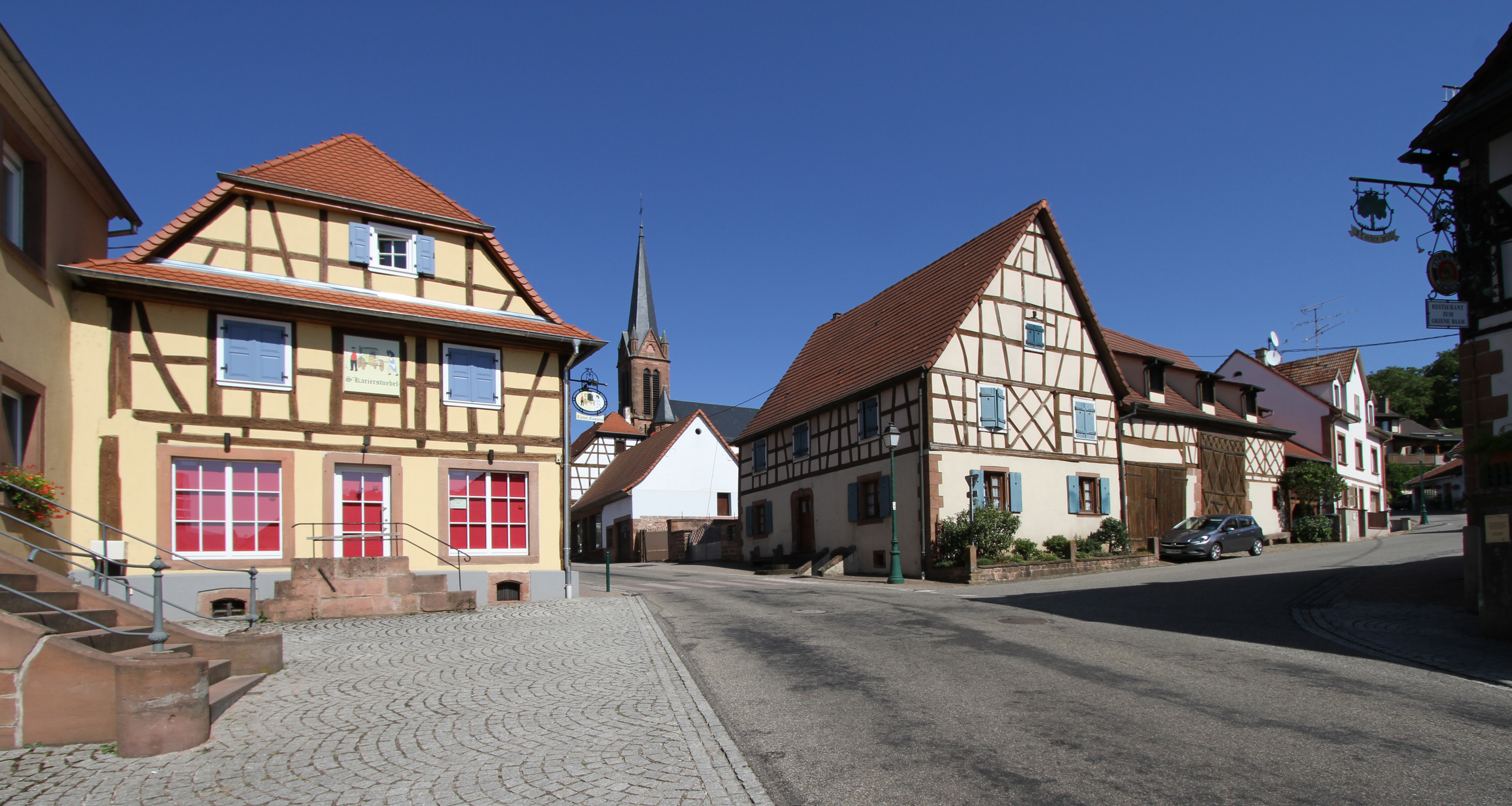
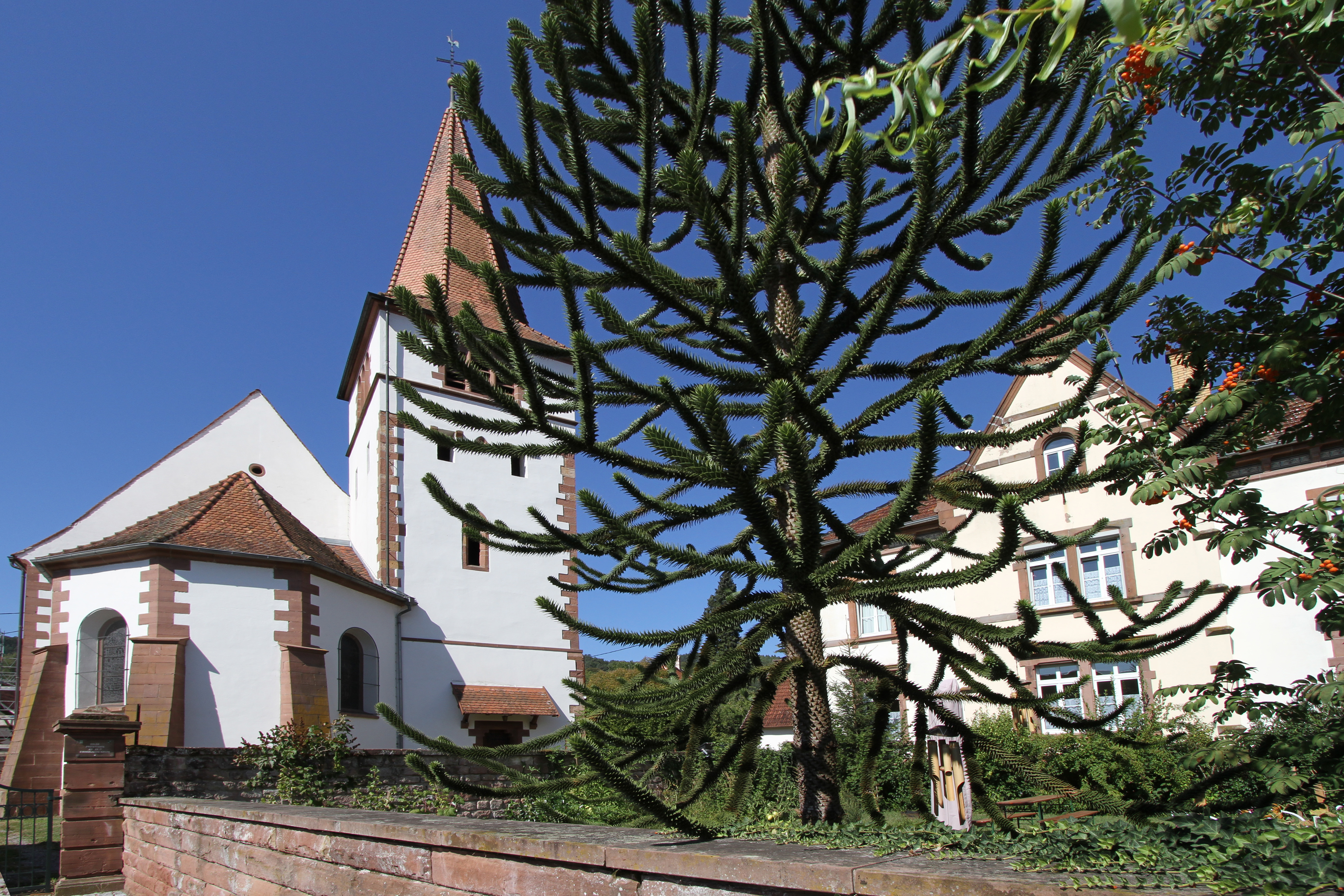
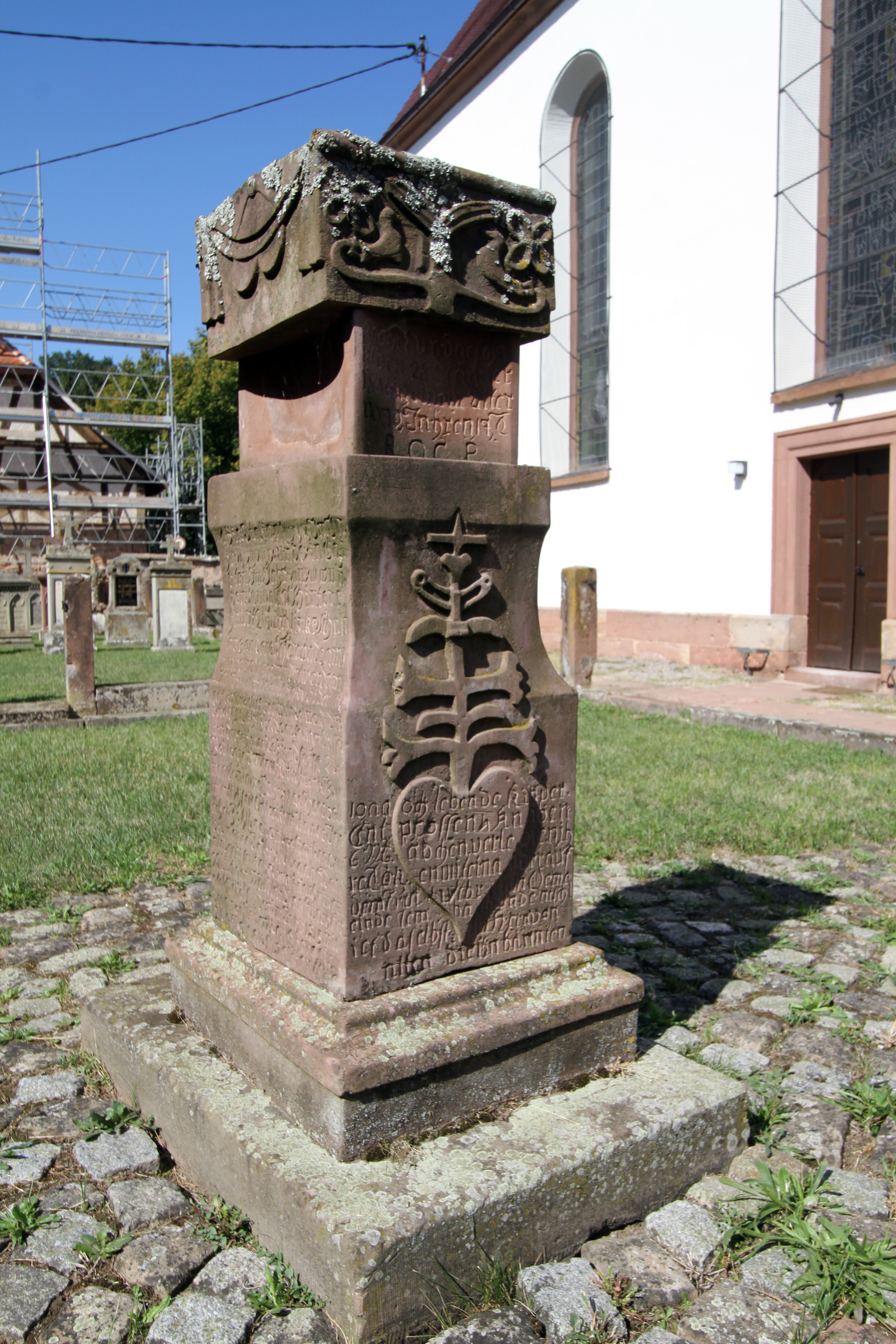
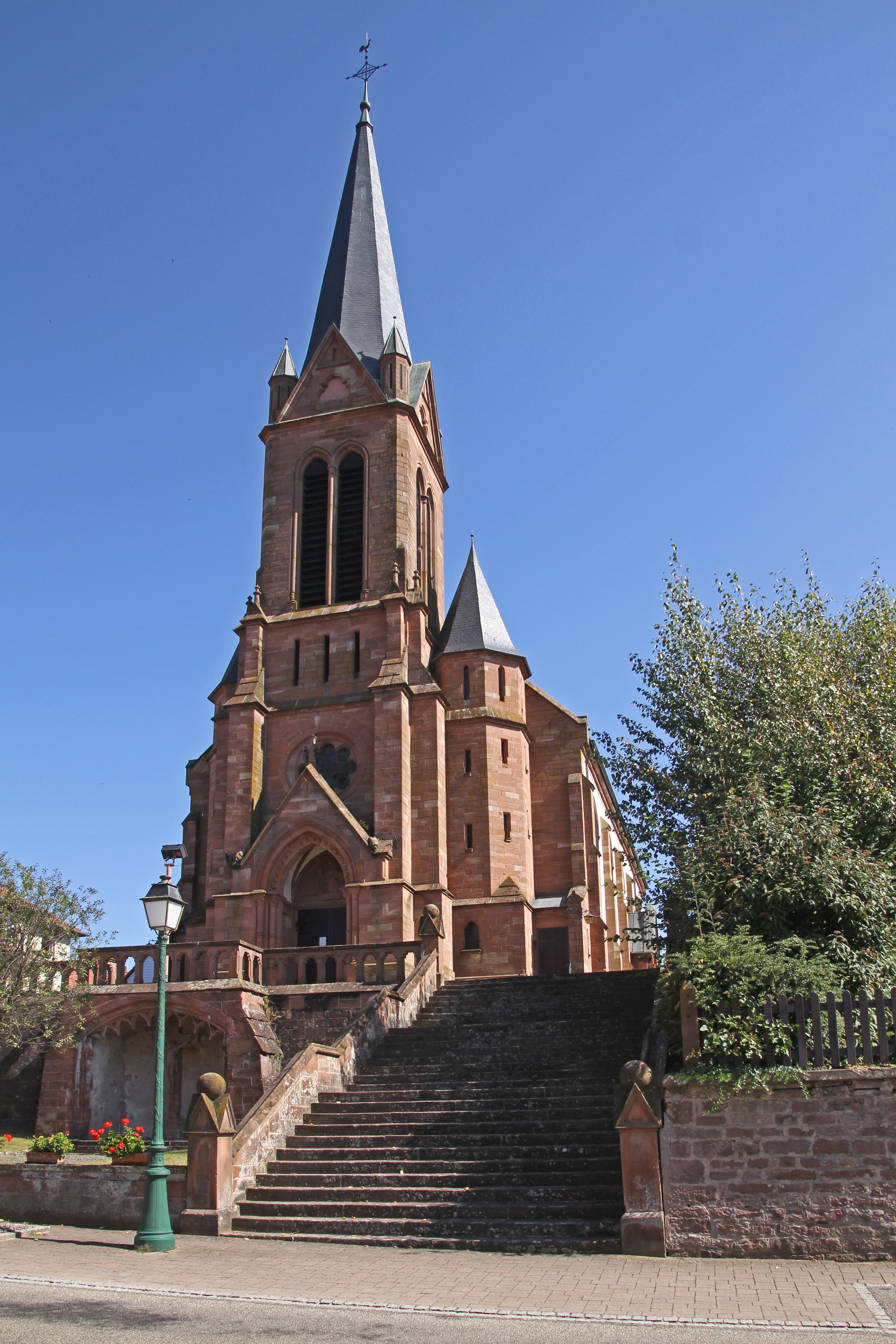
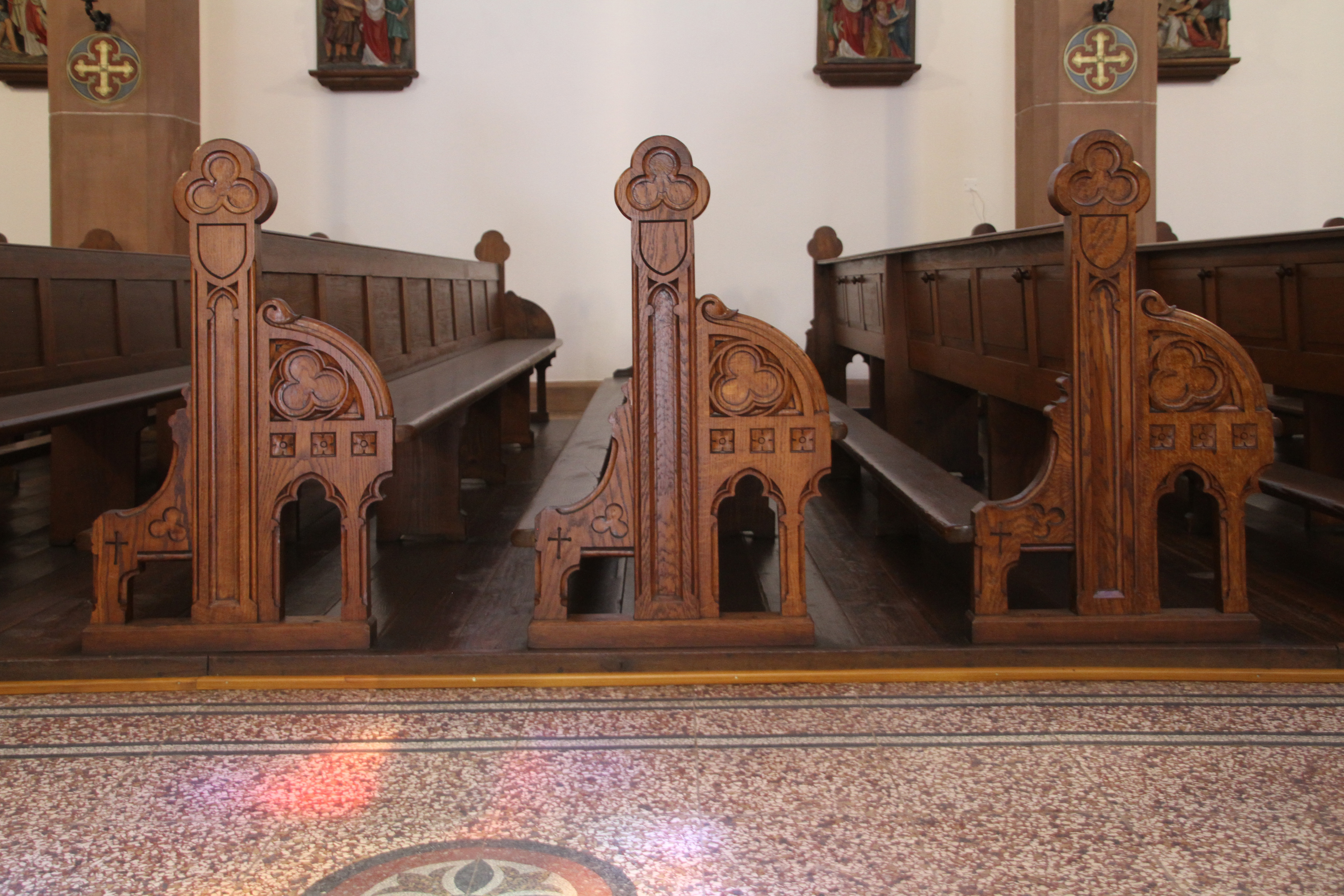
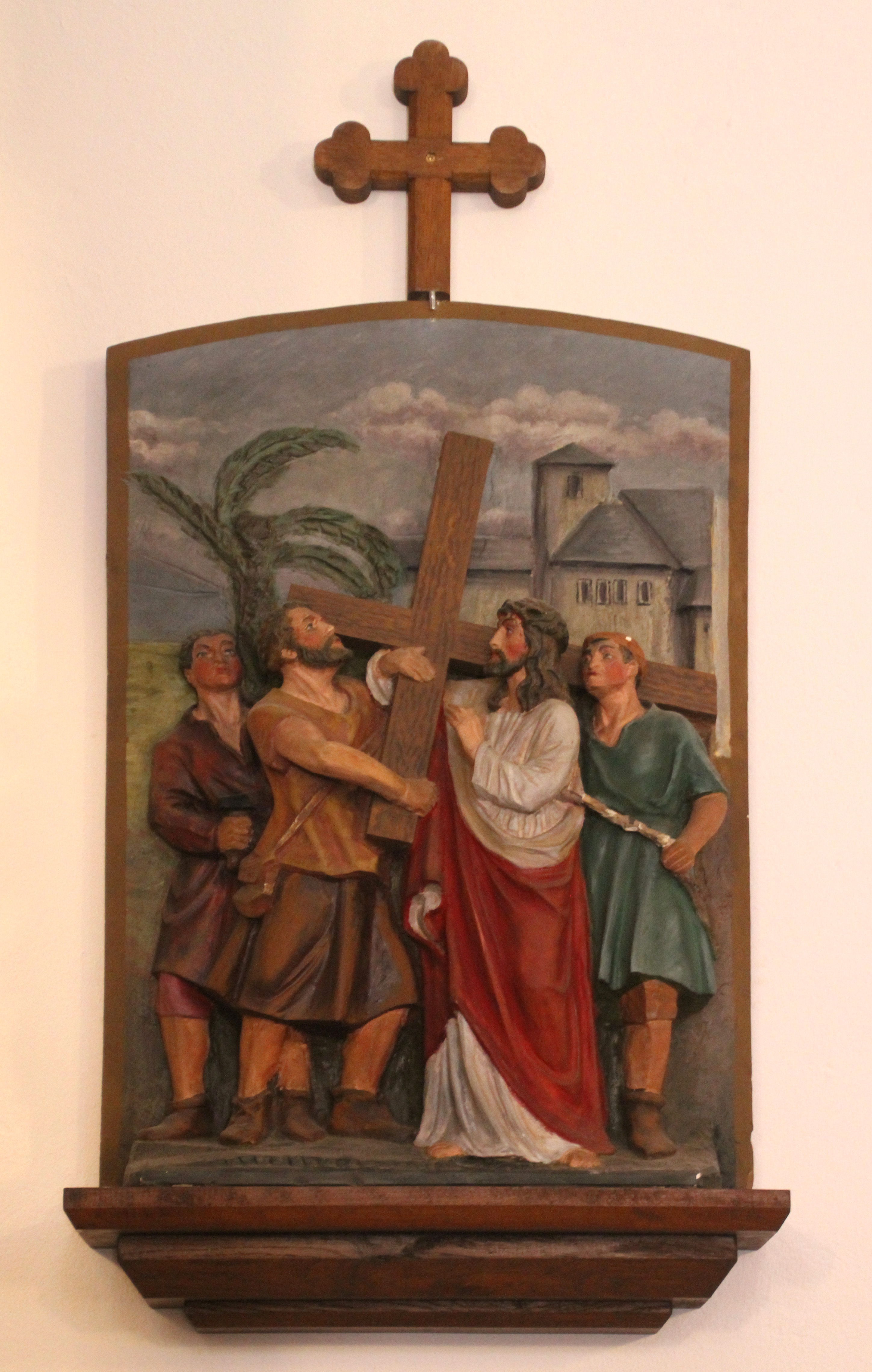

## Địa điểm tham quan
- Di tích Lâu đài Fleckenstein
- Di tích Lâu đài Frœnsbourg
- Tuyến phòng thủ Maginot